# سي إن إن
سي إن إن (بالإنجليزية: Cable News Network)‏ أو CNN هي شبكة تلفزيون سلكي، تأسَسَتْ عام 1980 على يد تد تورنر وريس تشكونفيلد (مع أن الأخير لا يُعترف به كمؤسَسْ في التاريخ الرسمي للقناة). والسي إن إن هي إحدى أقسام منظومة تيرنر للبثّ والتي تملكها شركة تايم وارنر. يشار إلى القناة بأنها أول من استحدث فكرة البث الأخباري المتواصل (24 ساعة). احتفلت بذكرى تأسيسها الخامس والعشرين في 1 يونيو 2005.
في ديسمبر 2004 أصبحت قناة الـ CNN متاحة في 88.2 مليون بيت أمريكي وأكثر من 890000 حجرة بفنادق الولايات المتحدة الأمريكية وتقدم القناة برامجها أساساً من مركز CNN بأطلنطا ومن أستديوهاتها في مدينة نيويورك والعاصمة الأمريكية واشنطن. عالميًا استطاعت القناة الانضمام للكثير من الشبكات والخدمات المتاحة لأكثر من 1.5 مليار شخص في أكثر من 212 دولة ومنطقة وبذلك تصبح قناة الـ CNN من أكثر شبكات القنوات انتشارًا ومشاهدةً على مدار 24 ساعة في العالم.

## تاريخ الإنشاء
منذ إطلاق قناة CNN في 1 مايو1980 والشبكة امتدت ووصلت لعدد من القنوات الفضائية مثل قناة (CNN Headline News) كذلك يوجد 12 موقع للشبكة على الإنترنت وأيضاً قناتين متخَصَصِين مثل قناة (CNN Airport Network) وشبكتي راديو وتمتلك شبكة CNN مكتباً حول العالم وينتسب إليها أكثر من 900 مكتب تغطي بها معظم أنحاء العالم والأحداث الجارية وقد أطلقت عدداً من القنوات بلغات محلية وأجنبية لتصل لعدد أكبر من المشاهدين الناطقين بلغات مختلفة وفي أول ظهور لقناة CNN على الإنترنت ظهر الموقع الأخباري المعروف ب CNN.com(والذي عُرف بعد ذلك بموقع CNN التفاعلي) في 30 أغسطس 1995 والذي تم وصفه بأول موقع رئيسي للأخبار والمعلومات على الأنترنت. وفي عام 1991 تحسنت السمعة العالمية لقناة CNN الأخبارية من خلال تغطيتها لأحداث حرب الخليج حيث كانت تتناقل القنوات الأخرى ما تعرضه من تغطية مباشرة لمعارك قوات التحالف في الكويت حتى تم تحريرها ولم تتمكن قناة CNN من الحصول على هذه التغطية المباشرة إلا من خلال تعاون وثيق مع الحكومة الأمريكية والذي أدى بالتالي إلى توجيه إتهامات إلى القناة بأنها لم تحاول التحقيق في الإدعاءات التي إدعتها الولايات المتحدة أثناء الحرب مقابل التغطية المتميزة لأحداث الحرب وقد تم إنتاج فيلم (Live from Baghdad) أو مباشرة من بغداد يتكلم عن تغطية القناة للحرب.
وفي الوقت الحالي تقدم القناة نشرات محلية من الأخبار أقل من البداية في استجابة لطلبات المشاهدين الغير أمريكيين بتقليل التركيز على الأخبار المحلية وكذلك لمنافسة القنوات الأخرى مثل BBC World و Sky News وبالرغم من أن القناة تستخدم العديد من المراسلين المحليين في مراكز جمع المعلومات وبالرغم من أنهم يغطون أخبار دولية إلا أن البعض ما زال يرى أن المراسلين يغطون الأحداث من وجهة نظر أمريكية وليست محايدة.
وفي 11 سبتمبر 2001 كانت قناة CNN أول قناة تبث أنباء هجمات 11 سبتمبر على برجي التجارة العالمي ويرجع الفضل في هذا السبق إلى المذيع (انكور كارول لين) الذي كان يبث مباشرة على الهواء وقت وقوع الهجمات ونتيجة للأخبار التي تدفقت في ذلك اليوم بدأت القناة في وضع شريط للأخبار والذي أصبح أساسي في معظم القنوات الإخبارية.
وأطلقت قناة CNN قناتين تختصان بالسوق الأمريكية وقد تم اغلاقهم بعد ذلك تحت ضغط المنافسة: CNNSI والتي تم اغلاقها في 2002 وقناة CNNfn والتي تم اغلاقها في ديسمبر 2004 بعد تسع سنوات من البث المباشر
ومن أشهر مقدمي برامج CNN جيمس إيرل جونز والمعروف بمقولته (هذه هي CNN) والتي ما زال يتم الاستماع إليها على القناة على الرغم من بساطتها.

## سي إن إن.كوم
سي إن إن.كوم (بالإنجليزية: CNN.com)‏، موقع إخباري تديره السي إن إن، بدأ في 30 أغسطس، 1995، يصف نفسه كأول موقع إخباري على شبكة الإنترنت. يستلم الموقع الأخبار من عدة وكالات إخبارية بالإضافة إلى التقراير التي تكتب من قبل موظفي السي إن إن.
في 24 فبراير، 2003. أطلقت النسخة العالمية منه، والتي تركز على أخبار العالم بالإضافة إلى وجود فرق إخباري في لندن وهونغ كونغ وسيدني وأتلانتا. تمت إعادة تصميم النسخة الإنجليزية من موقع سي إن إن.كوم في 26 مارس، 2006.

## بث القناة في الخليج
قامت قناة CNN بالبث الأرضي عام 1991 في الرياض وذلك في نطاق محدود على إسكان الجيش الأمريكي وكان ممكن استقبالها في مدينة الرياض عبر انتينا مزود ببوستر تقوية..
وتم بث القناة أيضاً في دولة البحرين عام 1992 لتصل إلى جميع سكان دولة البحرين وأيضاً إلى مدن شرق السعودية مثل الخبر والدمام والظهران والجبيل.
وبعد ظهور الساتلايت أصبح بالإمكان استقبالها في أي مكان في العالم العربي والعالمي أيضاً.
تم تشفير القناة في عام 2000 وأصبح بثها مقصوراً على النظام التماثلي، أما البث الرقمي فأصبحت مشفرة
في عام 2006 تم السماح بمشاهدة القناة بدون تشفير وأصبحت قناة مفتوحة كسابق عهدها
بعض قنوات الCNN المتخصصة
•	CNN Airport Network
•	CNN en Español
•	CNNfn (Financial network, closed in December 2004)
•	CNN Headline News
•	CNN International
•	CNN Plus (CNN+, a partner network in Spain, launched in 1999
with Sogecable)
•	CNN Sports Illustrated (a.k.a. CNNSI), the network's all-sports channel, closed in 2002.
•
CNN Turk
• n-TV (CNN owns 27.5% of this news channel in Germany)
بعض مقدمي البرامج بالCNN
يوجد العديد من المذيعين العاملين بها انتقلوا من القنوات التي يعملون بها إلى تلك القناة وقد انتقلوا من الهيئة الإذاعة الوطنية و Sky News والعديد من القنوات الأخرى مما أضاف إلى القناة المزيد من القوة للمنافسة منهم:
ريك سانشيز
Daniel Sieberg
Mary Snow
Barbara Starr
Lisa Sylvester
Abbi Tatton
Jeffrey Toobin
Gary Tuchman
Adaora Udoji
Alphonso Van Marsh

## الخلافات والنقد
شاركت سي إن إن في العديد من الجدل والانتقادات والادعاءات منذ إنشائها في عام 1980.
غالبًا ما كانت CNN موضوع مزاعم التحيز الحزبي. في البحث الذي أجراه مركز شورنشتاين للإعلام والسياسة والسياسة العامة في جامعة هارفارد ومشروع التميز في الصحافة، وجد المؤلفون معاملة متباينة من قبل سي إن إن للمرشحين الجمهوريين والديمقراطيين خلال الأشهر الخمسة الأولى من الانتخابات التمهيدية الرئاسية في عام 2007.
في سبتمبر 2021، بدأ تحالف من منظمات حقوق الإنسان على الأسئلة خلال شراكة بين معرض دبي 2020 وCNN، التي كانت الإذاعة الرسمية لهذا الحدث. قبل أسابيع من افتتاح المعرض الدولي، أبرزت ثماني منظمات حقوق السجلات وحشية من دولة الإمارات العربية المتحدة في مجال حقوق الإنسان وحثت CNN أن تكون شفافة تماما عن العلاقة التعاقدية والمالية مع دولة الإمارات. نشرت منزل وسائل الإعلام أكثر من 106 المقالات في 10 شهرا، وتحليل الذي أعطى إشارة إلى أن CNN ربما تشغيل PR لدولة الإمارات العربية المتحدة.,

## انظر ايضًا
- ريك سانشيز

## وصلات خارجية
- سي إن إن.كوم
- سي إن إن.كوم، النسخة العالمية
- سي إن إن بالعربية